# Хороший динозавр
«Хороший динозавр» (англ. The Good Dinosaur) — американский полнометражный компьютеро-анимационный фильм студии Pixar. Премьера состоялась 25 ноября 2015 года. Режиссёр — Питер Сон, ранее работавший над мультфильмом «Переменная облачность».

## Сюжет
В альтернативной истории падение астероида на Землю 65 миллионов лет назад так и не состоялось, что сохранило динозавров от вымирания. В ходе дальнейшей эволюции они научились речи и основам сельского хозяйства. В семье динозавров Генри и Иды родилось потомство: проказница и озорница Либби, сильный великан Бак и маленький застенчивый и трусливый Арло. В отличие от своих брата и сестры, которые смогли найти своё призвание и получили право оставить отпечаток лапы на силосной башне (где хранится вся еда), последний с трудом адаптируется к окружающему миру, которого очень боится.
Чтобы помочь своему сыну, Генри даёт ему задание: поймать вредителей, которые крадут запасы из башни. Вскоре в ловушку попадается маленький пещерный человек, которого Арло не решается убить и отпускает. Генри недоволен этим решением. Вместе с сыном он начинает преследовать вора. В результате этой погони Арло повреждает ногу, и на обратном пути они попадают в шторм и в последовавшее за ним наводнение. Генри спасает сына, но сам при этом погибает.
Арло пытается помочь матери с уборкой зерна до первого снега. Вскоре внутри силоса он снова находит пещерного человечка, пожирающего запасы, и, желая отомстить тому за гибель отца, гонится за ним к реке, где ударяется головой о камень и теряет сознание. Проснувшись, он замечает, что унесён течением реки далеко от дома. Окружающий мир весьма недружелюбен, и только с неоднократной помощью пещерного человечка ему удаётся выжить. Вскоре они встречают стиракозавра, впечатлённого силой человека и желающего взять его в компанию к собственным животным, которые активно помогают ему.
Вместе с Арло они пытаются придумать имя человечку, но тот реагирует на прозвище «Дружок», придуманное более молодым динозавром. В ходе дальнейшего путешествия Арло с помощью знаков рассказывает Дружку о собственной семье и погибшем отце, однако у человечка тоже были родители, но они погибли. На следующий день сильнейший шторм опустошает землю, и Арло, вспомнив о смерти отца, убегает в страхе. В следующее утро он начинает искать и находит Дружка, после чего встречает стаю летающих птеранодонов, которых просит указать путь к горе Три Когтя (месту жительства своей семьи).
Предводитель стаи, никтозавр Громоклюв, соглашается проводить Арло, но вскоре выясняется страшная правда: эти птерозавры являются хищниками, питающимися пострадавшими от бури животными. Вскоре Громоклюв обнаруживает Дружка, из-за чего тому с Арло приходится бежать из леса. Им на помощь приходят два тираннозавра, Нэш и Рамзи, которые приводят их к своему отцу Буру. Тот соглашается принять их в свою стаю при одном условии: помочь найти их пропавшее стадо.
С помощью своего обоняния Дружок находит стадо, которое был угнано группой велоцирапторов под предводительством Буббы. По поручению Бура Арло заманивает последних в засаду. После того как воров удаётся выгнать с пастбища, он помогает отогнать скот и прощается с тираннозаврами, а затем вместе с Дружком уходит по направлению к собственному дому. В пути они вдалеке видят пещерного человека, но Арло не хочет отпускать Дружка. Затем начинается новый шторм.
На друзей нападает стая Громоклюва, которой удаётся выкрасть Дружка. Сам Арло запутывается в зарослях виноградников и видит призрак собственного отца, который зовёт его идти домой. Но дружеские чувства к пещерному человеку заставляют его идти на его спасение, что вызывает гордость у Генри. Арло обнаруживает около реки никтозавров, дерущихся за право съесть Дружка, и сбрасывает их в воду. Затем начинается оползень, и друзей уносит течением, в котором динозавр помогает человеку остаться в живых.
Возвращаясь домой, Арло и Дружок слышат призыв пещерной семьи, которая вскоре появляется на холме. Динозавр понимает, что не сможет стать семьёй человеку, и убеждает своего друга присоединиться к сородичам. Арло благополучно прибывает домой к своей семье и получает право оставить свой грязевой отпечаток на силосной башне рядом с отпечатками матери и отца.

## Роли озвучивали
| Персонаж            | Оригинал           |
| ------------------- | ------------------ |
| Арло                | Рэймонд Очоа       |
| Дружок (англ. Spot) | Джек Брайт         |
| Бур                 | Сэм Эллиотт        |
| Рамси               | Анна Пэкуин        |
| Нэш                 | А. Дж. Бакли       |
| Папа Генри          | Джеффри Райт       |
| Мама Ида            | Фрэнсис Макдорманд |
| Бакки               | Маркус Скрибнер    |
| Либби               | Малиа Падилья      |
| Громоклюв           | Стив Зан           |
| Бубба               | Дэвид Боат         |
| Ящер-Чащер          | Питер Сон          |
| Бурехлопа           | Мэнди Фройнд       |
| Грозотяп            | Стивен Клэй Хантер |
| Лорена              | Кэрри Пафф         |
| Первис              | Кэлам Грант        |
| Эрл                 | Джон Ратценбергер  |

## Создание

### Саундтрек
Музыка для фильма была создана композиторами Майклом и Джеффом Данна, и стала первым опытом сотрудничества с Pixar. Walt Disney Records выпустил саундтрек 20 ноября 2015 года.
Список композиций
Вся музыка написана Джефф Данна и Майкл Данна.
| №                   | Название                 | Длительность |
| ------------------- | ------------------------ | ------------ |
| 1.                  | «Homestead»              | 2:11         |
| 2.                  | «Hello Arlo»             | 2:49         |
| 3.                  | «Chores»                 | 0:55         |
| 4.                  | «Make Your Mark»         | 2:07         |
| 5.                  | «Fireflies»              | 2:16         |
| 6.                  | «Critter Problem»        | 1:04         |
| 7.                  | «You're Me and More»     | 3:05         |
| 8.                  | «Family Struggle»        | 1:23         |
| 9.                  | «Swept Away»             | 1:33         |
| 10.                 | «Mountain Top»           | 0:51         |
| 11.                 | «Lost in the World»      | 3:35         |
| 12.                 | «Offerings»              | 1:32         |
| 13.                 | «Unexpected Friend»      | 2:56         |
| 14.                 | «Pet Collector»          | 2:24         |
| 15.                 | «Swimming Lessons»       | 2:29         |
| 16.                 | «Orphans»                | 4:39         |
| 17.                 | «The Storm»              | 1:17         |
| 18.                 | «I'm Never Getting Home» | 0:44         |
| 19.                 | «Storm Chasers»          | 1:22         |
| 20.                 | «Bloodhound»             | 1:37         |
| 21.                 | «Fight Them Rustlers»    | 1:46         |
| 22.                 | «Run With the Herd»      | 3:51         |
| 23.                 | «Returned Call»          | 1:25         |
| 24.                 | «Sky Sharks»             | 1:46         |
| 25.                 | «Arlo's Vision»          | 1:35         |
| 26.                 | «Rescue»                 | 2:31         |
| 27.                 | «Over the Falls»         | 2:41         |
| 28.                 | «Goodbye Spot»           | 4:12         |
| 29.                 | «Homecoming»             | 1:24         |
| 30.                 | «Arlo Makes His Mark»    | 1:22         |
| Общая длительность: | Общая длительность:      | 63:22        |

## Приём

### Кассовые сборы
По состоянию на апрель 2016 года картина собрала $ 123 087 120 в Северной Америке и $ 209 120 551 в других странах, тем самым общие сборы составили $ 332 207 671 при бюджете в $200 миллионов.
В Северной Америке 25 ноября кроме Хорошего динозавра также вышли картины Крид: Наследие Рокки и Виктор Франкенштейн, а широкий прокат получили Бруклин, В центре внимания и Трамбо. Предполагаемые сборы должны были составить $ 60—65 миллионов от просмотров в 3749 кинотеатрах за первые пять дней, включая $ 45 миллионов за премьерный уик-энд. За ночные просмотры во вторник и прокат в среду были заработаны 1,3 и 9,8 миллионов долларов. За первые пять дней картина собрала $ 55 455 687, включая $ 39 155 217 в премьерный уик-энд, благодаря чему получила второе место по кассовым сборам (уступив только фильму Голодные игры: Сойка-пересмешница. Часть 2. В следующие недели «Хорошему динозавру» так и не удалось достичь первого места по сборам, что впервые произошло с релизами «Pixar».
За пределами Северной Америки картина собрала 28,7 миллионов долларов от 39 территорий, включая 8 значимых рынков. В отличие от американского проката, где фильм имел преимущество из-за наступавшего дня благодарения, в мировом прокате схожих ситуаций не было. Лучшие показатели дали Великобритания ($ 4 300 000), Мексика ($ 3 600 000 и первое место в прокате), Франция ($ 3 200 000), Аргентина ($ 2 200 000 и первое место), и Россия ($ 2 100 000 и первое место).
По общему доходу тройка лидеров имела следующий вид: Великобритания ($ 10 100 000), Мексика ($ 8 700 000) и Франция ($ 8 100 000). Наряду с этим ещё предстоит релиз на крупных рынках Австралии (26 декабря), Южной Кореи и Бразилии (7 января), а также Японии (12 марта), также определяется дата выпуска в Китае.
Для выхода на безубыточность, по оценкам аналитиков, с учётом потраченных на создание и маркетинг $ 200 000 000 и $ 150 000 000 долларов, сборы должны были составить порядка 500 миллионов долларов. Однако учитывая нынешнее показатели, картина может не собрать и 400 000 000, что сделает её первым коммерческим провалом для Pixar.

### Приём критики
Агрегатор рецензий Rotten Tomatoes дал фильму рейтинг в 77 %, используя данные 184 рецензий, со средней оценкой 6.5/10. Metacritic дал картине оценку в 66 из 100, на базе 37 рецензий. Зрители, опрошенные CinemaScore, дали фильму среднюю оценку «A».

### Награды
| American Cinema Editors Awards                    | 29 января 2016  | Лучший монтаж анимационного фильма                                  | Номинация     |
| Энни                                              | 6 февраля 2016  | Лучший анимационный фильм                                           | Номинация     |
| Энни                                              | 6 февраля 2016  | Выдающиеся достижения в создании анимационных эффектов              | Победа        |
| Энни                                              | 6 февраля 2016  | Выдающиеся достижения в анимации персонажей в художественном фильме | Номинация     |
| Энни                                              | 6 февраля 2016  | Выдающиеся достижения в дизайне анимационных персонажей             | Номинация     |
| Энни                                              | 6 февраля 2016  | Выдающиеся достижения в создании музыки к анимационным фильмам      | Номинация     |
| Энни                                              | 6 февраля 2016  | Выдающиеся достижения в разработке дизайна анимационных персонажей  | Номинация     |
| Энни                                              | 6 февраля 2016  | Выдающиеся достижения в раскадровке анимационного фильма            | Номинация     |
| Austin Film Critics Association Awards            | 29 декабря 2015 | Лучший анимационный фильм                                           | Номинация     |
| Black Reel Awards                                 | 18 февраля 2016 | Лучшая озвучка                                                      | Номинация     |
| Детская премия BAFTA                              | 20 ноября 2016  | Лучший художественный фильм                                         | Номинация     |
| Детская премия BAFTA                              | 20 ноября 2016  | Детское голосование BAFTA                                           | Номинация     |
| Chicago Film Critics Association Awards           | 16 декабря 2015 | Лучший анимационный фильм                                           | Номинация     |
| Critics' Choice Awards                            | 17 января 2016  | Лучший анимационный фильм                                           | Номинация     |
| Florida Film Critics Circle Awards                | 23 декабря 2015 | Лучший анимационный фильм                                           | Номинация     |
| Золотой глобус                                    | 10 января 2016  | Лучший анимационный фильм                                           | Номинация     |
| Golden Reel Award (Motion Picture Sound Editors)  | 27 февраля 2016 | Лучшие звуковые эффекты в анимационном фильме                       | Номинация     |
| Houston Film Critics Society Awards               | 9 января 2016   | Лучший анимационный фильм                                           | Номинация     |
| Online Film Critics Society Awards                | 14 декабря 2015 | Лучший анимационный фильм                                           | Номинация     |
| Producers Guild of America Awards                 | 23 января 2016  | Выдающийся продюсер анимационных фильмов                            | Номинация     |
| San Diego Film Critics Society Awards             | 14 декабря 2015 | Лучший анимационный фильм                                           | Номинация     |
| Премия «Спутник»                                  | 21 февраля 2016 | Лучший фильм, анимация или смешанная техника                        | Номинация     |
| Премия «Сатурн»                                   | 22 июня 2016    | Лучший анимационный фильм                                           | Номинация     |
| St. Louis Gateway Film Critics Association Awards | 20 декабря 2015 | Лучший анимационный фильм                                           | Номинация     |
| Village Voice Film Poll                           | 7 января 2016   | Лучший анимационный фильм                                           | Десятое место |
| Visual Effects Society Awards                     | 2 февраля 2016  | Выдающиеся визуальные эффекты в анимации                            | Победа        |
| Visual Effects Society Awards                     | 2 февраля 2016  | Выдающиеся заслуги в анимации                                       | Номинация     |
| Visual Effects Society Awards                     | 2 февраля 2016  | Выдающиеся заслуги в создании анимационного мира                    | Победа        |
| Visual Effects Society Awards                     | 2 февраля 2016  | Выдающиеся анимационные эффекты                                     | Победа        |